# Aaron ben Meir de Brest
Aaron ben Meir de Brest fou un rabí belarús nascut l'any 1750 a la ciutat de Biérastse, a Belarús, aleshores part de l'Imperi Rus, Meir va morir el 3 de novembre de 1807.
Aaron ben Meir de Brest va ser un descendent de la família Katzenellenbogen-Pàdua, i va rebre la seva instrucció rabínica del rabí Eliezer Kolir, un practicant del pilpul, un conegut mètode d'estudi del Talmud de Babilònia, i l'autor d'un cert nombre d'obres rabíniques. Aaron ben Meir va dur el mètode del pilpul a les seves darreres conseqüències, i va ser l'autor de l'obra Minchat Aharon (l'ofrena d'Aaron) (1792), una obra que conté les glosses del tractat talmúdic Sanedrí. Al final de l'obra hi ha un apèndix anomenat Minchat Belulah que conté responsa rabínica i comentaris sobre el sagrat Talmud. Part d'aquesta responsa rabínica es pot trobar a l'obra Mekor Mayim Chayim (1836), una obra del seu net, Jacob Meir de Pàdua. El pare d'Aaron va ser un dels líders de la comunitat jueva de Brest-Litovsk, i la seva signatura es troba en una carta enviada en 1752 per aquesta comunitat a Jonathan Eybeschütz.